# Mastixis turrialbensis
Mastixis turrialbensis är en fjärilsart som beskrevs av William Schaus 1913. Mastixis turrialbensis ingår i släktet Mastixis och familjen nattflyn. Inga underarter finns listade i Catalogue of Life.